# Colobothea ramosa
Colobothea ramosa är en skalbaggsart som beskrevs av Bates 1872. Colobothea ramosa ingår i släktet Colobothea och familjen långhorningar.
Artens utbredningsområde är:
- Guatemala.
- Honduras.
- Nicaragua.

Inga underarter finns listade i Catalogue of Life.